# Herbert Koch
Herbert Koch (Zittau, 9 juli 1921 – ?, 3 augustus 2003) is een Duitse componist en arrangeur.

## Levensloop
Koch was gedurende de Tweede Wereldoorlog muzikant in een militaire muziekkapel van de Duitse luchtmacht (Luftwaffenmusikkorps). Na de oorlog werkte hij als muzikant en componist in Augsburg. Vervolgens werkte hij als arrangeur voor de voormalige Süddeutscher Rundfunk (SDR) in Stuttgart, maar ook voor de Hessischer Rundfunk (HR) in Frankfurt am Main. Voor een bepaalde periode was hij bezig als componist, arrangeur en medewerker bij een muziekuitgeverij in Harmburg.
Als componist schreef hij veel werken voor lichte muziek, in het totaal publiceerde hij rond 400 werken. 

## Composities

### Werken voor orkest
- - Mexico-Trip, voor orkest
- - Trampoline, voor orkest

### Werken voor harmonieorkest
- 1965: - Astoria Marsch
- 1969: - Moonlight-Melodie, serenade voor trompet en harmonieorkest
- 1969: - Schwabenstreiche, vrolijke ouverture
- 1971: - My Golden Dixie, Jazz-mars
- 1976: - Dalli-Dalli!, Marschfox
- 1977: - The Happy Postillon